# A-29超級巨嘴鳥攻擊機
A-29/EMB 314超級巨嘴鳥攻擊機（英語：Super Tucano）是一款由巴西航空工業公司和美國內華達山脈公司製造的渦輪螺旋槳輕型攻擊機。該飛機主要執行空中偵察和低強度空中支援等任務，是全球最受歡迎的輕型攻擊機之一。

## 發展

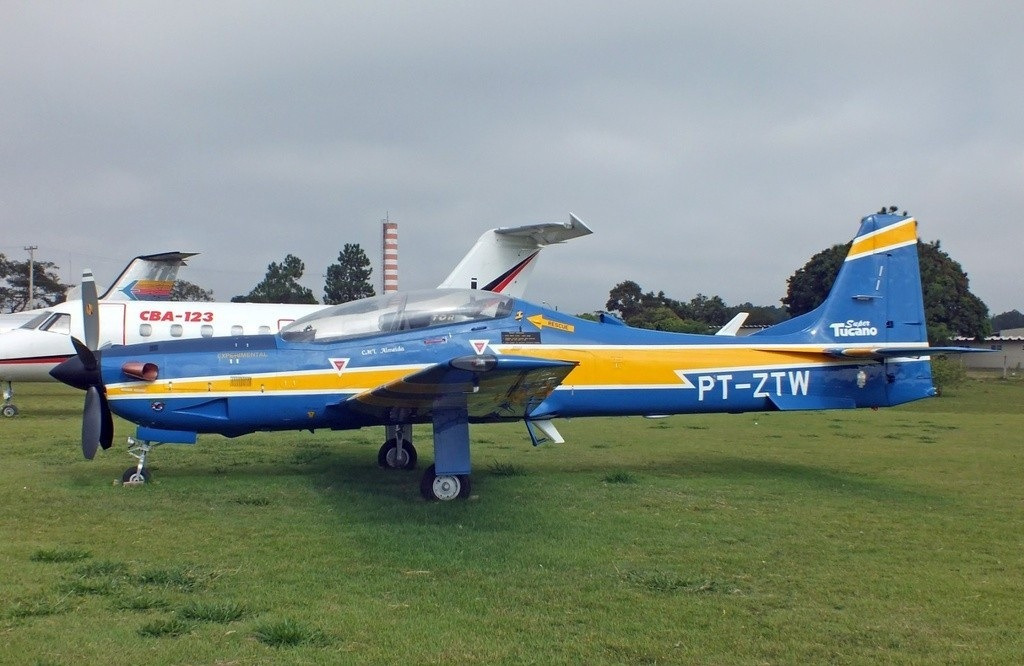
原型機EMB-312H

A-29由巴西的Embraer研製，首架原型機於1992年升空。按照最初的計劃，A-29應是EMB 312教練機的升級版本，但在相關工作開始後不久，巴西軍方又提出了使其具備較強攻擊能力的要求。
A-29提供了第四代人-機接口設計，通過優化所有任務（包括跟蹤、攔截、監察和支援等）使飛行員的工作載荷達到最小。它具有先進航電系統， 符合軍標MIL-STD-1533數據總線結構，能夠運載1,500kg的外部載荷，這些載荷分佈在翼下和機身部分的5個部位。每個部位有一個存儲接口裝置，用於識別裝載的武器和所處的狀態。
存儲接口裝置能執行幾項任務，如選擇武器並控制投放（炸彈、火箭、機槍、導彈），此外使剩餘炸彈和導彈處於保險狀態。其駕駛艙周圍安裝有“凱芙拉”裝甲，還配備了先進的機載計算機、雷達和紅外傳感器。

## 型號
- A-29A
- A-29B

## 曾服役/服役中/將服役

### 服役中國家

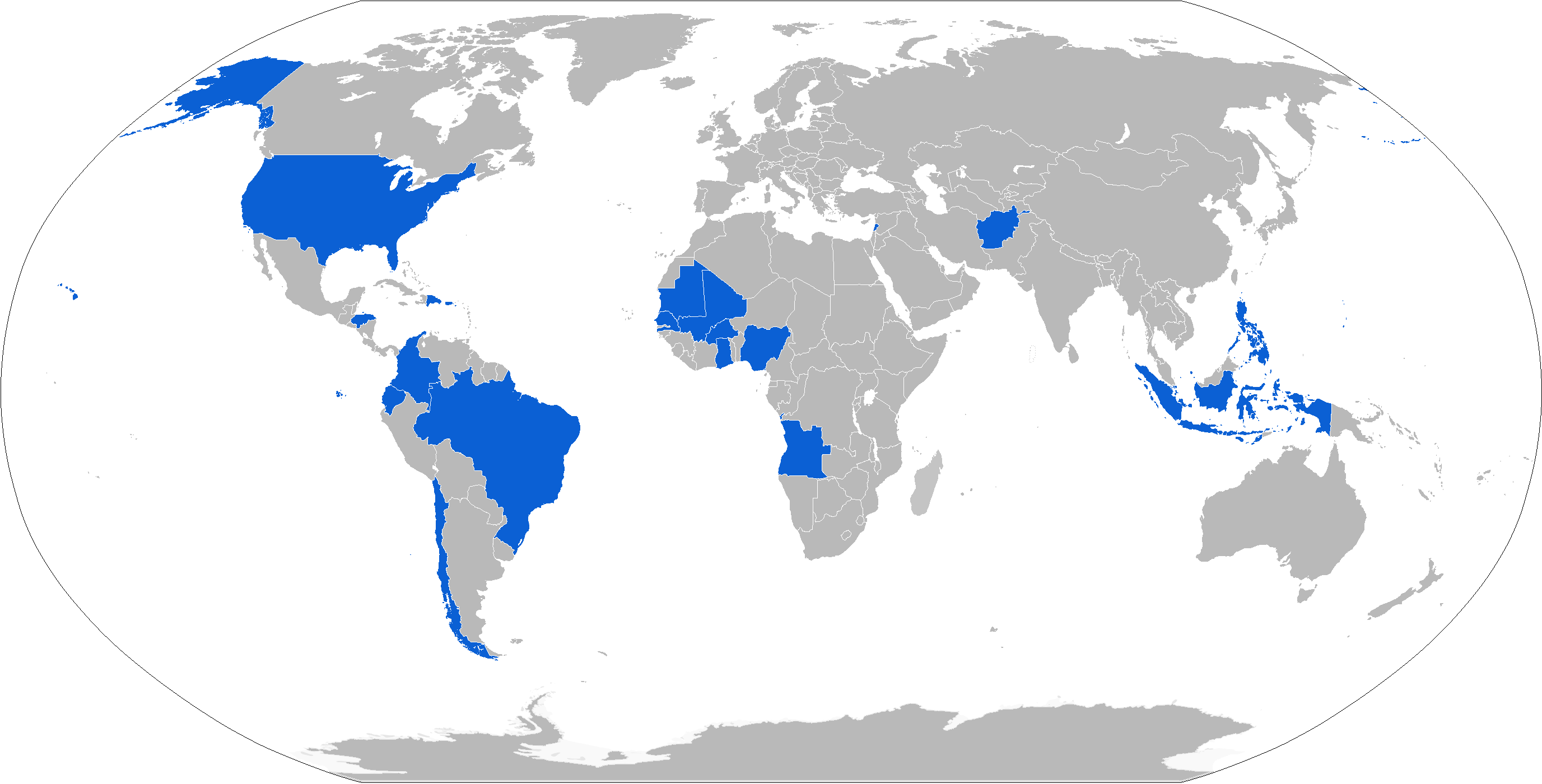

- 美國空軍：購入少量A-29服役於特殊用途。[1]飛越穆迪空軍基地的美國空軍的A-29隸屬於美國空軍第81戰鬥機中隊（英语：81st Fighter Squadron）的A-29正在投擲500磅的練習用炸藥

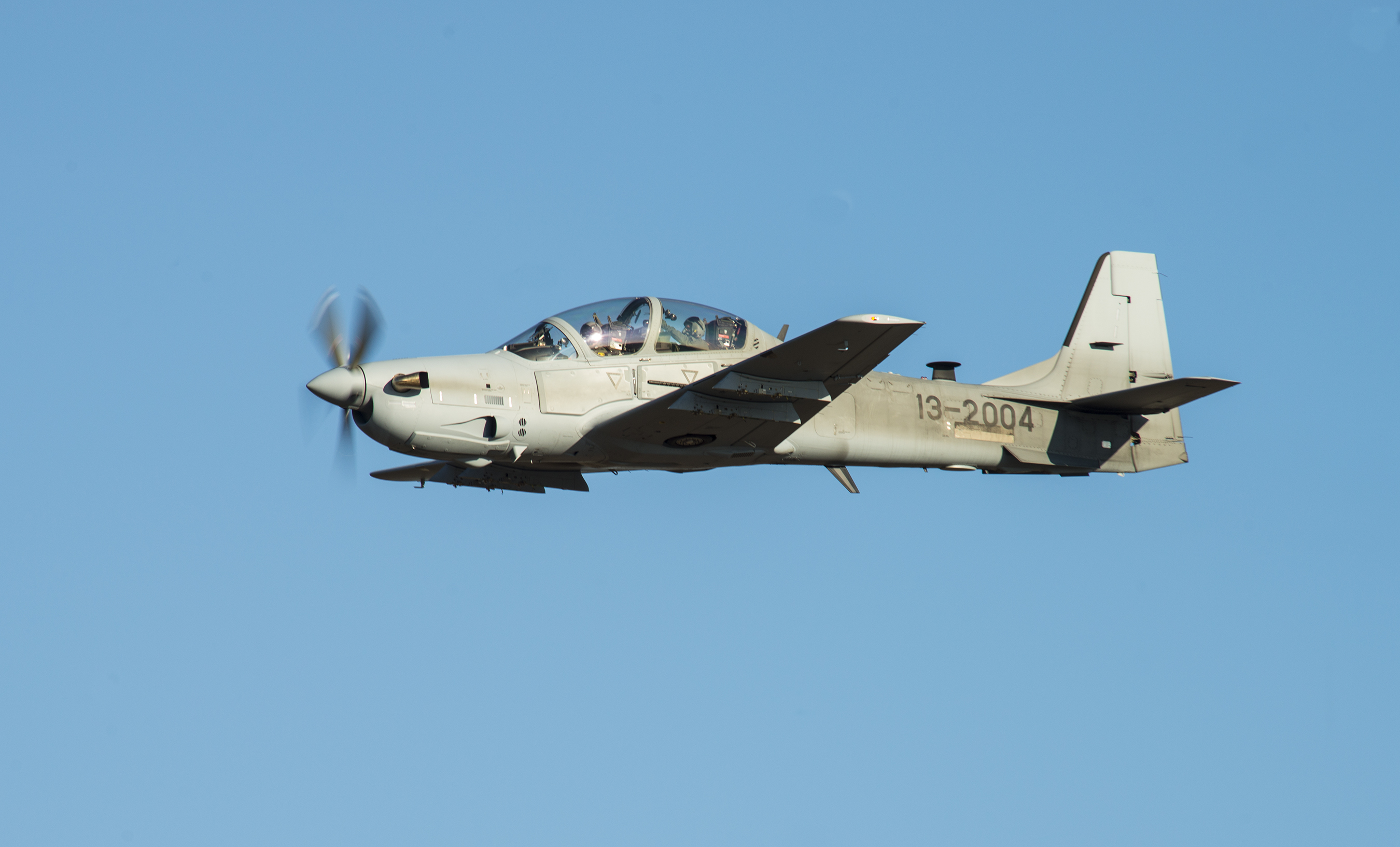
飛越穆迪空軍基地的美國空軍的A-29

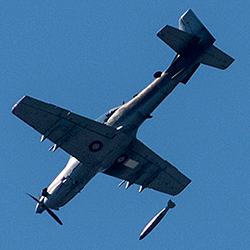
隸屬於美國空軍第81戰鬥機中隊的A-29正在投擲500磅的練習用炸藥

- 巴西空軍：99架（包含33架A-29A與66架A-29B）[2]結隊巡邏中的巴西空軍A-29
- 安哥拉空軍：6架

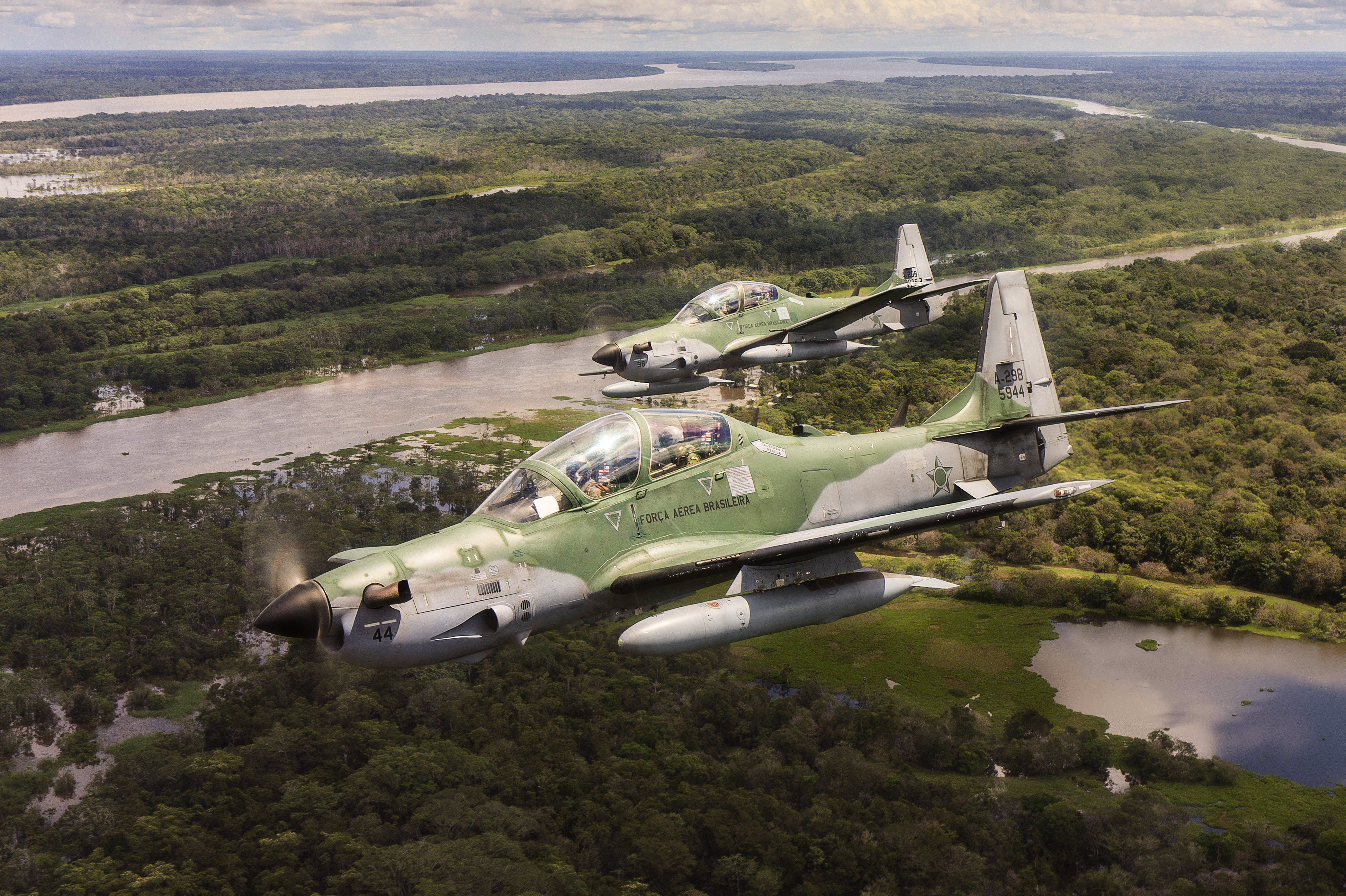
結隊巡邏中的巴西空軍A-29

- 阿富汗空軍：26架，目前不清楚整體狀況，數架逃往烏茲別克。
- 布基納法索空軍：3架A-29B
- 智利空軍:18架A-29B[2][3]
- 哥倫比亞空軍：25架A-29B，至少一架墜毀[2]
- 多明尼加空軍：8架
- 厄瓜多空軍：18架[2]
- 迦納空軍：5架
- 宏都拉斯空軍：2架
- 印度尼西亞空軍：16架[2]
- 黎巴嫩空軍：6架
- 茅利塔尼亞空軍：4架
- 馬利空軍：4架
- 奈及利亞空軍：12架[2]
- 菲律賓空軍：6架[2]
- 土庫曼空軍：5架
- 國家海軍航空局：4架[4]
- 巴拉圭空軍：4架

### 實戰
- 伊斯兰国[5]
- 多米尼加

2009~2010年陸續引進10架用於空中巡邏，2011年2月該國空軍作戰部長宣佈毒品走私飛機飛行架次少了80%，到了8月，又宣佈毒品走私飛機飛行絕跡。
- 巴西

2009年6月3日，2架巴西空軍的A-29在玻利維亞和巴西邊境地區攔截了1架塞斯納U206G水陸兩棲飛機。超級巨嘴鳥機將其迫降，查獲176千克純可卡因，抓獲2名販毒飛行員。
2011年8月5日，巴西軍隊發動“阿加塔”行動，A-29用230千克的MK82炸彈轟炸了非法武裝的機場。A-29從2003年12月在巴西服役算起，無一戰鬥損失，充分説明它的安全性。
- 哥倫比亞

A-29曾經幫助哥倫比亞政府擊敗哥倫比亞革命軍，並幫助其他國家鎮壓違法活動。
- 阿富汗伊斯蘭共和國

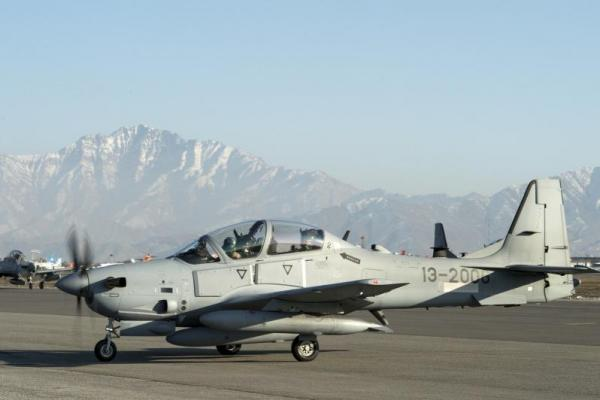
阿富汗空軍的A-29

美軍為阿富汗採購18架，用以重振該國空軍。然而在2021年塔利班攻勢中，這些軍機盡數被機師駛去鄰國烏茲別克。

### 損失
共有超過150架A-29超級巨嘴鳥飛機在全球投入使用，累計飛行時數超過130000小時，其中18,000多小時為戰鬥飛行，未發生過任何作戰損失。
印度尼西亞空軍兩架A-29於2023年11月16日墜毀於東爪哇省岩望縣（Pasuruan）。

## 相關機型
- AT-802U
- 蠍式攻擊機
- AT-6攻擊機
- EMB 312
- 肖特巨嘴鳥教練機

## 外部連結
（页面存档备份，存于）